# Barnsbury
Barnsbury es una localidad del norte de Londres, Inglaterra, ubicada en el municipio de Islington.
El nombre es una alteración de villa de Iseldon Berners (1274), llamada así por la familia Berners. Los Berners fueron unos poderosos señores feudales, de la época medieval, con gran notoriedad en la parte de Islington luego de la conquista normanda. El área de Barnsbury fue mayormente rural hasta principios del siglo XIX.
Hacia finales del siglo XVIII, Barnsbury, al igual que otras partes de Islington, comenzó a ser considerada como un atractivo sector rural por el pueblo adinerado que quería escapar del hacinamiento de Londres y Clerkenwell. La zona, al encontrarse cerca de la ciudad y en una posición estratégica en cuanto a aquellos que procedían de Londres hacia el norte, tenía un fuerte comercio local y un considerable tráfico agrícola-ganadero producto del cercano mercado de ganado de Smithfield.
La prisión de Pentonville, construida en 1842, se encuentra dentro de Barnsbury.

## Personalidades destacadas
- Samuel Barnett, actor
- Tony Blair, primer ministro, residió en 1 Richmond Crescent
- Benjamin Britten, compositor, vivió en 99 Offord Road
- Kenneth Cranham, actor
- Chris Farlowe, cantante, vivió en Offord Road
- Sir Ian Holm, actor que residió en Belitha Villas
- Sir Peter Pears, cantante, también vivió en Offord Road
- Thomas H. Shepherd, artista dedicado al grabado, residió en Batchelor Street
- Walter Sickert, artista, vivió en 14 Barnsbury Park
- VHS (personaje de ficción), fue un personaje de ficción de la comedia The Mighty Boosh, quien afirmaba tener una fábrica en Barnsbury
- Simon Rattle, presentador, tiene su casa en Lonsdale Square
- Su Pollard, actriz de comedia, actualmente vive en Richmond Avenue
- Caryl Churchill, dramaturgo, vive en Thornhill Square desde el año 1965